# Calonectria spathulata
Calonectria spathulata är en svampart som beskrevs av El-Gholl, Kimbr., E.L. Barnard, Alfieri & Schoult. 1986. Calonectria spathulata ingår i släktet Calonectria och familjen Nectriaceae.   Inga underarter finns listade i Catalogue of Life.